# 小山洋明
小山 洋明（こやま ひろあき、1946年2月1日 - ）は、日本のプロゴルファー。

## 来歴
1972年にプロ入り。
1980年の表蔵王国際東北オープンでは初日を浅井教司・山浦記義・田中文雄・吉武恵治と並んでの4位タイでスタートし、2日目には激しい降雨のため9ホールで打ち切られたが、吉武と共に雨と低い気温の悪いコンディションの中をイーブンパーでまとめ、田原紘と3アンダーで首位に並んだ。